# كأس السوبر العربي 1998
كأس السوبر العربي 1998 كانت مسابقة دولية للأندية شارك فيها الفائزون ووصافئهم من البطولة العربية للأندية والبطولة العربية للأندية الفائزة بالكؤوس. هي النسخة الخامسة وقد فاز بها الأهلي المصري للمرة الثانية في تاريخة.

## الفرق المشاركة
| النادي          | طريقة التأهل                                      | المشاركة السابقة (الخط العريض يشير إلى الفائزين) |
| --------------- | ------------------------------------------------- | ------------------------------------------------ |
| النادي الأفريقي | بطل بطولة الأندية العربية لأبطال الدوري 1997      | 1 (1995)                                         |
| الأهلي          | وصيف بطولة الأندية العربية لأبطال الدوري 1997     |                                                  |
| مولودية وهران   | بطل البطولة العربية للأندية الفائزة بالكؤوس 1997  |                                                  |
| الشباب          | وصيف البطولة العربية للأندية الفائزة بالكؤوس 1997 |                                                  |

## النتائج والترتيب
| فريق            | لعب | ف | ت | خ | له | عليه | ف.أ | نقاط |
| --------------- | --- | - | - | - | -- | ---- | --- | ---- |
| الأهلي          | 3   | 2 | 1 | 0 | 4  | 0    | +4  | 7    |
| النادي الأفريقي | 3   | 1 | 2 | 0 | 4  | 2    | +2  | 5    |
| الشباب          | 3   | 1 | 1 | 1 | 7  | 5    | +2  | 4    |
| مولودية وهران   | 3   | 0 | 0 | 3 | 1  | 9    | −8  | 0    |

## وصلات خارجية
- Arab Super Cup 1998 - rsssf.com